# Campeonato de Wimbledon 1901
La edición 25.º del Campeonato de Wimbledon se celebró entre el 24 de junio y el 3 de julio de 1901 en las pistas del All England Lawn Tennis and Croquet Club de Wimbledon, Londres, Inglaterra.
El cuadro individual masculino lo iniciaron 36 jugadores mientras que el femenino lo iniciaron 14 tenistas.

## Hechos destacados
En la competición individual masculina se impuso el británico Arthur Gore logrando el primer título que obtendría en el torneo al imponerse en la final al británico Reginald Doherty.
En la competición individual femenina la victoria fue para la británica Charlotte Cooper Sterry logrando el cuarto título que obtendría en Wimbledon al imponerse a la británica Blanche Bingley.

## Palmarés
| Seniors              | Vencedor                        | Resultado          | Finalista                  | Finalista |
| -------------------- | ------------------------------- | ------------------ | -------------------------- | --------- |
| Individual masculino | Arthur Gore                     | 4–6, 7–5, 6–4, 6–4 | Reginald Doherty           |           |
| Individual femenino  | Charlotte Cooper Sterry         | 6–2, 6–2           | Blanche Bingley            |           |
| Dobles masculino     | Reginald Doherty Laurie Doherty | 4–6, 6–2, 6–3, 9–7 | Dwight Davis Holcombe Ward |           |

## Cuadros Finales

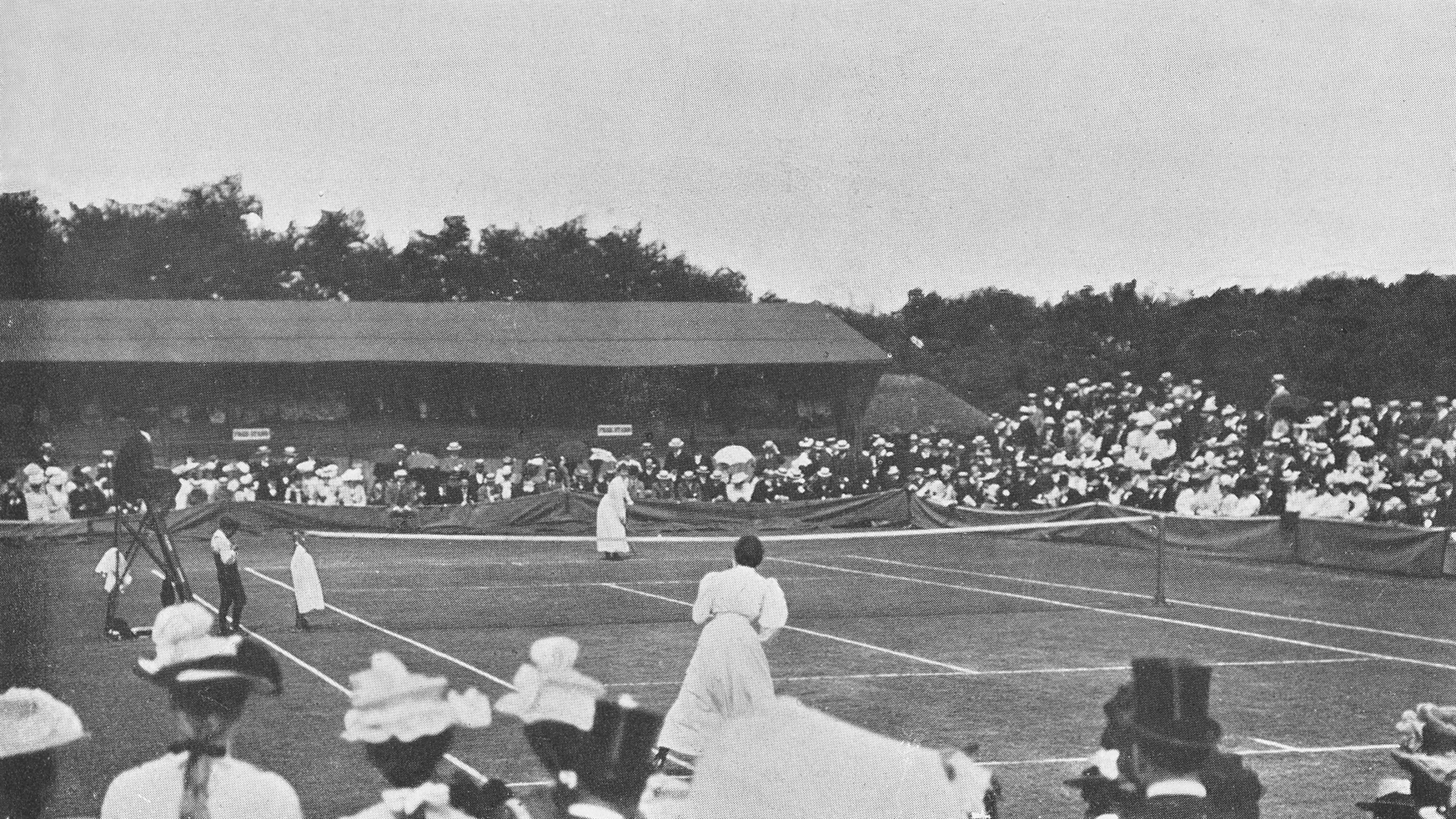
Blanche Bingley Hillyard (delante) contra Charlotte Cooper Sterry en la final del campeonato de Wimbledon de 1901

### Torneo individual  femenino
| Predecesor: 1900                                       | Campeonato de Wimbledon 1901 | Sucesor: 1902                                       |
| Predecesor: Campeonato nacional de Estados Unidos 1900 | Grand Slam 1901              | Sucesor: Campeonato nacional de Estados Unidos 1901 |

- Datos: Q2119732